# Reprezentacja Kirgistanu na Mistrzostwach Świata w Narciarstwie Klasycznym 2009
Reprezentacja Kirgistanu na Mistrzostwach Świata w Narciarstwie Klasycznym 2009 liczyła 3 sportowców. Najlepszym wynikiem było 56. miejsce (Olga Reshetkova) w biegu kobiet na 30 km.

## Medale

### Złote medale
Brak

### Srebrne medale
Brak

### Brązowe medale
Brak

## Wyniki

### Biegi narciarskie mężczyzn
Sprint
- Artem Rojin - 86. miejsce (odpadł w kwalifikacjach)

Bieg na 30 km
- Artem Rojin - 63. miejsce

### Biegi narciarskie kobiet
Sprint
- Olga Reshetkova - 71. miejsce (odpadła w kwalifikacjach)
- Julia Zamyatina - 89. miejsce (odpadła w kwalifikacjach)

Sprint drużynowy
- Olga Reshetkova, Julia Zamyatina - 16. miejsce

Bieg na 15 km
- Olga Reshetkova - 66. miejsce
- Julia Zamyatina - 68. miejsce

Bieg na 30 km
- Olga Reshetkova - 56. miejsce
- Julia Zamyatina - 57. miejsce